# Jose Maria Lojendio
Jose Maria Lojendio Irure (Donostia, 18 d'octubre de 1910 - Donostia, 28 de desembre de 1979) fou un jurista, advocat i escriptor basc, i el tercer president d'Euskaltzaindia, ocupant el càrrec entre els anys 1963-1964.
Doctor en Dret per la Universitat de Madrid i la Universitat de París, exercí com a advocat en exercici com advocat dels il·lustres Col·legis de Sant Sebastià, Pamplona i Madrid. Fou president de Tribunal Tutelar de Menors de Sant Sebastià, i va intervenir, com a orador en llengua basca, en nombrosos actes de propaganda catòlica durant els anys 1931 a 1936. Va ser també fundador de l'Agrupació d'Escriptors Bascos de Sant Lluís.
Va publicar diferents treballs i pronuncià conferències sobre temes jurídics i de cultura basca, com Naturaleza jurídica de la unión de Guipúzcoa y de Castilla (Societat d'Estudis Bascos), Modificaciones del Código Civil y de la Ley de Enjuiciamiento Civil, según las Leyes de 24 de abril de 1958 (1958), "Agustín de Iturbe y Arámburu, primer emperador de Méjico" (1956), "Mogel" (1956), Lengua y Literatura Vascas (1956). Abans de 1936, va publicar treballs en llengua basca en Junior, Gure Mutillak, El Pueblo Vasco y Argia. I posteriorment, en Euskera, Egan i Aránzazu.